# الجامعات الوطنية الرئيسية في الصين

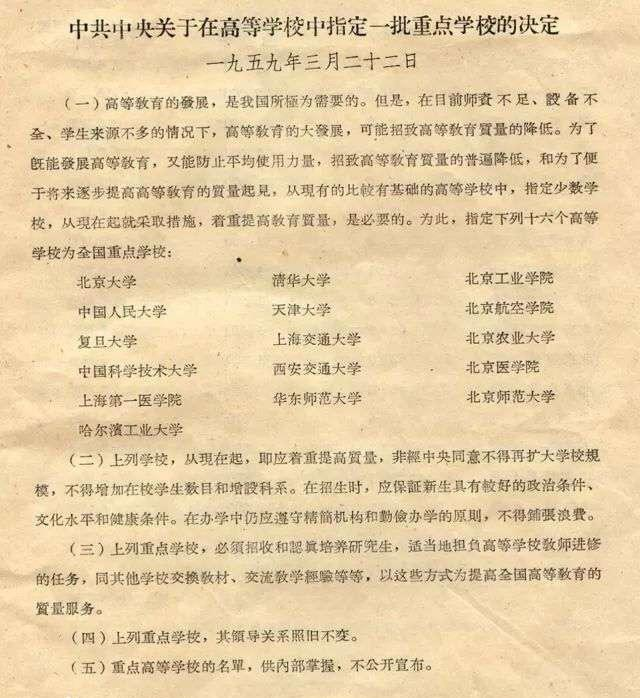
صورة توضيحية عن الجامعات الوطنية في الصين

الجامعات الوطنية الرئيسية في الصين (بالصينية: 国家 重点 大学)، تشير سابقًا إلى الجامعات المعترف بها على أنها مرموقة والتي تلقت مستوى عالٍ من الدعم من الحكومة المركزية لجمهورية الصين الشعبية.

## بدايات
لم يعد المصطلح مستخدمًا رسميًا بحلول التسعينيات، حيث تم تنسيق هذه المدارس في المشروع 211 أو المشروع 985. ومع ذلك، فإنها تظل جزءًا من العامية، كما يتضح من العديد من المقالات الإعلامية الصينية التي لا تزال تشير إلى «الجامعات الوطنية الرئيسة».
أصدرت الحكومة الصينية قائمة تضم 16 جامعة رئيسة وطنية في العام 1959، وشملت: جامعة بكين، وجامعة تسينغ - هوا، وجامعة العلوم والتكنولوجيا في الصين، وجامعة رينمين، وجامعة بكين للزراعة، وجامعة بكين للمعلمين. معهد بكين للملاحة الجوية، معهد بكين للتكنولوجيا، جامعة بكين الطبية، جامعة فودان، جامعة شانغهاي جياو تونغ، جامعة شرق الصين العادية، كلية الطب بشنغهاي الأولى، جامعة تيانجين، معهد هاربين للتكنولوجيا، جامعة شيان جياو تونغ، جامعة نورث وسترن للفنون التطبيقية.
بحلول نهاية العام 1960 تم إضافة 44 جامعة أخرى إلى القائمة، بما في ذلك كلية بكين الاتحادية الطبية، وجامعة تشجيانغ، وجامعة نانجينغ، وجامعة سون يات سين وغيرها.
أصبح مصطلح «الجامعات الوطنية الرئيسة» منحلًا، ويشار إلى هذه الجامعات الآن باسم: جامعات الدرجة الأولى المزدوجة، بناءً على خطة جامعات الدرجة الأولى المزدوجة.

### خطة جامعات الدرجة الأولى المزدوجة
تهدف هذه الخطة إلى تطوير جامعات النخبة الصينية بشكل شامل إلى مؤسسات عالمية المستوى بحلول نهاية العام 2050، من خلال تطوير وتعزيز أقسام هيئة التدريس الفردية. وضعت خطة الجامعة المزدوجة من الدرجة الأولى، ترتيبات جديدة لتطوير مؤسسة التعليم العالي الصينية.
الجامعات المدرجة في هذه الخطة تسمى: (جامعات الدرجة الأولى المزدوجة).

### جامعات الدرجة الأولى المزدوجة
تم إصدار قائمة المرحلة الأولى المكونة من 140 جامعة من الدرجة الأولى المزدوجة، من قبل وزارة التعليم الصينية، ووزارة المالية، واللجنة الوطنية للتنمية والإصلاح دون أي ترتيب ضمن القوائم (حسب «رمز الجامعة») في العام 2017.
في فبراير 2022، أعلنت وزارة التعليم في الصين أن التصنيفات قد ألغيت، وأن الجامعات المدرجة في خطة الجامعة من الدرجة الأولى المزدوجة، سيشار إليها باسم: جامعات الدرجة الأولى المزدوجة.
وفقًا لقائمة المرحلة الثانية المحدثة من خطة الجامعة من الدرجة الأولى المزدوجة (بدون أي تصنيف في القائمة)، تمت الموافقة على ما مجموعه 147 جامعة، وتحديدها كجامعات من الدرجة الأولى المزدوجة.